# Gendun Gyatso
Yonten Phuntsok (1475-1541), conocido como Gendun Gyatso Palzangpo o Gendun Gyatso, fue el segundo dalái lama y el único hasta la fecha que se ha autoproclamado como tal. Su nombre en tibetano es དགེ་འདུན་རྒྱ་མཚོ་; en wylie, Dge-'dun Rgya-mtsho; y en pinyin tibetano, Gêdün Gyaco. Su significado es «Océano Sublimemente Glorioso de Aspirantes Espirituales».
Fue proclamado la reencarnación de Gendun Drup con 17 años, parece ser que cuando los monjes buscaban la reencarnación del anterior dalái lama, él les dijo que los había estado esperando. 
La leyenda dice que poco después de aprender a hablar, Gendun les dijo a sus padres que su nombre era Pema Dorje, el nombre del primer dalái lama. Con cuatro años, dijo a sus padres que deseaba vivir en el monasterio de Tashilhumpo para estar con sus monjes. Fue nombrado escolástico y poeta místico, viajó mucho para difundir la influencia Gelug y se hizo abad del mayor monasterio Gelugpa, Drepung, que desde entonces se ha relacionado con los Dalái Lamas.
Cumplió la profecía de descubrir y empoderar el Lhamo Latso, el Lago de las Visiones, que según la creencia, ha servido para localizar las reencarnaciones de los siguientes Dalái Lamas.